# Augusto N. Martínez
Augusto N. Martínez ist ein nördlicher Vorort von Ambato und eine Parroquia rural („ländliches Kirchspiel“) im Kanton Ambato der ecuadorianischen Provinz Tungurahua. Die Parroquia besitzt eine Fläche von 38,47 km². Die Einwohnerzahl lag im Jahr 2010 bei 8191. Die Parroquia wurde am 13. Dezember 1939 gegründet. Namensgeber der Parroquia war Augusto Nicolas Martínez (1860–1946), ein ecuadorianischer Agronom und Geologe.

## Lage
Die Parroquia Augusto N. Martínez liegt im Anden-Hochtal von Zentral-Ecuador im Norden der Provinz Tungurahua. Augusto N. Martínez liegt auf einer Höhe von 2920 m etwa 7,5 km nördlich vom Stadtzentrum von Ambato. Die Parroquia hat eine Längsausdehnung in SSW-NNO-Richtung von 12 km. Die Parroquia reicht im Nordwesten bis zum 4154 m hohen Cerro Saguatoa.
Die Parroquia Augusto N. Martínez grenzt im Osten an die Parroquias Cunchibamba, Unamuncho und Atahualpa, im Süden an die Stadt Ambato, im Südwesten an die Parroquia San Bartolomé de Pinllo, im Westen an die Parroquia Constantino Fernández sowie im Norden an die Provinz Cotopaxi mit der Parroquia Mulalillo (Kanton Salcedo).